# Mingyue Dao
Die Mingyue Insel (chinesisch 明月島 / 明月岛), deutsch: „Heller-Mond-Insel“, ist eine Binneninsel in China. Sie hat eine Fläche von 76 Hektar und liegt im Fluss Nen Jiang (chinesisch 嫩江), zirka 7 km nordwestlich vom Zentrum der bezirksfreien Stadt Qiqihar. Administrativ gehört die Insel zu Qiqihars Stadtbezirk Jianhua (建华区). Sie hieß ursprünglich Sishui-Insel (泗水岛) und wurde erst im Juli 1983 vom damaligen Gouverneur der Provinz Heilongjiang, Chen Lei (陈雷), umbenannt. Im Zentrum der Insel gibt es eine Gruppe Gebäude in älterem Stil.